# Roestbruine gordelsteelgordijnzwam
De Roestbruine gordelsteelgordijnzwam (Cortinarius triformis) is een schimmel behorend tot de familie Cortinariaceae. Hij vormt ectomycorrhiza met vormend met loof- en naaldbomen. Hij groeit meestal in groepjes.

## Kenmerken

### Uiterlijke kenmerken
Hoed
De hoed heeft een diameter van 4-8 cm. De vorm is bij jonge exemplaren bolvormig later kegelvormig, later gewelfd tot vlak en meestal golvend, met een umbo of enigszins ingedeukt. De hoed is hygrofaan. Het oppervlak is glad, mat, sterk hygroscopisch, bij vochtige omstandigheden sterk roestbruin tot roodbruin, bij droge omstandigheden okergeel tot okerbruin. De rand blijft lang met resten van een witte sluier.
Lamellen
De lamellen zijn crèmekleurig en daarna okerkleurig. Er zijn 46–56 volledige lamellen en tussenlamellen (l = 1–3). De randen van de lamellen zijn glad of fijngetand.
Steel
De steel is 4,5–7 (–8) cm lang en 0,8–1 cm dik. Vaak met een verdikte basis en enigszins wortelend. De bol heeft een diameter van 2–3 cm. Het oppervlak is in de jeugd bedekt met een witte sluier over de hele lengte, later verkleurt het bruin en vormt soms een verdwijnende ring of verdwijnende sluierbanden.
Vlees
Het vlees is witachtig, bruinachtig in de bovenste helft. Hij heeft geen bijzondere geur of smaak. 

### Microscopische kenmerken
De sporen zijn elliptisch tot amandelvormig, meten (7,13)7,64-8,32-8,78 (9,03) × (4,72)5,08-5,7-5,88 (6,55)µm, gemiddelde 8,20 × 5,5 µm, Q=1,32-1,66, Qm=1,49. De basidia zijn 4-sporig en knotsvormig.

## Verspreiding
Het voorkomen van Cortinarius triformis is bekend in Europa, Azië en één regio in Noord-Amerika. In Nederland komt hij zeer zeldzaam voor. Hij staat op de rode lijst in de categorie 'Bedreigd'.

## Afbeelding

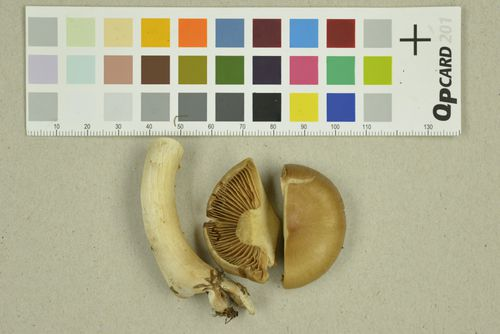
Hoed en steel